# Ytrac
Ytrac är en kommun i departementet Cantal i regionen Auvergne-Rhône-Alpes i mitten av Frankrike. Kommunen ligger  i kantonen Aurillac 2e Canton som ligger i arrondissementet Aurillac. År 2022 hade Ytrac 4 316 invånare.

## Befolkningsutveckling
Antalet invånare i kommunen Ytrac
Referens:INSEE